# Вулиця Незалежності (Чернігів)
Ву́лиця Незале́жності — одна з наймолодших вулиць міста Чернігова. Знаходиться у Новозаводському районі міста, є центральною вулицею мікрорайона Масани. Будівництво вулиці і її забудова розпочались у 1988 році[джерело?].
Будинки в більшості багатоповерхівки 1990-х та 2000-х років. На півдні вулиця Незалежності сполучається з вулицею Любецька.
Довжина вулиці близько 2 км. Вулиця має 4 і 2 смуги руху. У 2009 році прокладений тролейбусний маршрут. У 2016 році було запущено 11-тий маршрут тролейбуса.